# Mawu-Liza
Mawu-Liza, è una divinità nella mitologia della popolazione Fon del Benin.

## Nel mito
Si tratta del dio creatore, padre di tutti gli dei, l'universo fu una sua creazione. Per completare la creazione degli esseri viventi e delle cose si avvalse dell'aiuto di suo figlio Gu e forse fra ciò che creò vi era anche l'uomo. 

È padre anche di Agbe-Naete che sono una coppia di gemelli, un maschio (Agbe) ed una femmina (Naete).
Venne aiutato dal serpente cosmico Da che trasforma la sua volontà in atti.

## Rappresentazioni
Ha una duplice rappresentazione: maschile  (Liza) e femminile (Mawu), la cui unione dà origine all'ordine universale. La luna, la notte, la fecondità e la maternità sono rappresentazioni di Mawu; il sole, il giorno, il calore, il potere, la guerra sono quelle di Liza.

## Altri miti correlati
Viene ricordato anche nella popolazione del popolo haitiano, gli stessi fon confondono tale divinità per una precedente Nana Buruku.